# 诺塔尔滕
诺塔尔滕（法語：Nothalten，法語發音：[notaltən]）是法国下莱茵省的一个市镇，属于塞莱斯塔-埃尔什泰因区。

## 地理
诺塔尔滕（48°21'7"N, 7°25'10"E）面积4 平方千米，位于法国大東部大區下莱茵省，该省份为法国大陆部分最东部的省份，是阿尔萨斯的一部分，今与上莱茵省组成了阿尔萨斯欧洲集体，其南至上莱茵省，西南接孚日省和默尔特-摩泽尔省，西接摩泽尔省，北与德国接壤，东侧沿莱茵河与德国相望。
与诺塔尔滕接壤的市镇（或旧市镇、城区）包括：布林什维莱尔、贝尔纳维莱、埃普菲格、伊特斯维莱尔、雷克斯弗尔。
诺塔尔滕的时区为UTC+01:00、UTC+02:00（夏令时）。

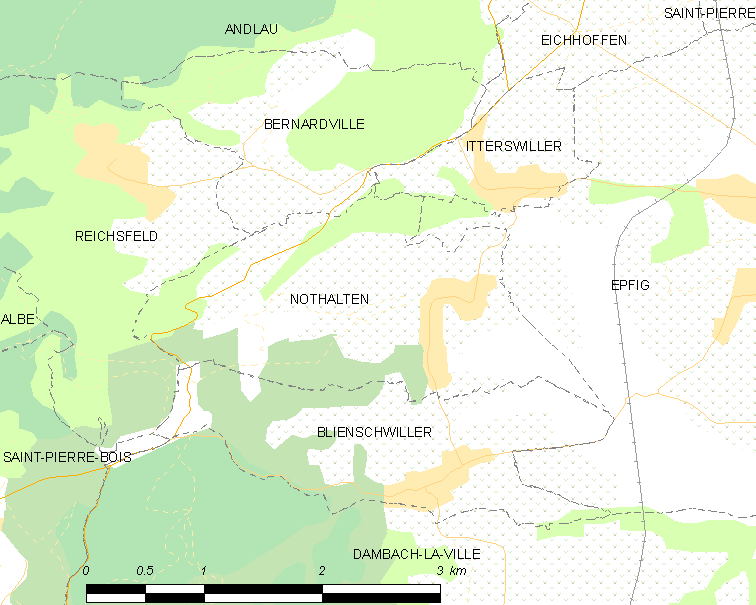
诺塔尔滕的OSM定位图

## 行政
诺塔尔滕的邮政编码为67680，INSEE市镇编码为67337。

## 政治
诺塔尔滕所属的省级选区为奥贝奈县。

## 人口

1962-2008年间诺塔尔滕人口变化图示

诺塔尔滕于2022年1月1日时的人口数量为424人。